# Australian and New Zealand Army Corps
Het Australian and New Zealand Army Corps, veelal afgekort tot ANZAC of Anzac, is de naam waaronder Australische en Nieuw-Zeelandse troepen gezamenlijk optreden in oorlogstijd.
Tijdens de Eerste Wereldoorlog vocht het ANZAC samen met de Engelsen in de Slag om Gallipoli (Ottomaanse Rijk), in het offensief tegen de Turken in Palestina, in West-Vlaanderen en in Frankrijk.
Tijdens de Tweede Wereldoorlog stond het ANZAC de Britten vanaf de thuisbasis bij in de strijd in het Verre Oosten, vanuit Egypte in Abessinië, Noord-Afrika en Italië. 
De langstdurende en meest controversiële inzet van ANZAC-troepen vond plaats in de jaren zestig toen zij in de Vietnamoorlog meevochten aan Amerikaanse zijde.
Op Anzacdag (25 april) worden de slachtoffers herdacht die tijdens de inzet wereldwijd zijn gevallen. In Australië is dat een zeer ceremonieel gebeuren. In Nieuw-Zeeland wordt ANZAC Day daarnaast steeds meer gebruikt door pacifistische groeperingen om te demonstreren.